# Walther Zügel
Walther Zügel (* 11. Juni 1933 in Gerstetten; † 11. Juli 2025 in Stuttgart) war ein deutscher Bankmanager. Er war von 1975 bis 1996 Vorsitzender des Vorstands der Landesgirokasse Stuttgart.

## Ausbildung und Beruf
Walther Zügel wurde als Sohn eines Pfarrers in Gerstetten auf der Schwäbischen Alb geboren, wuchs aber in Stuttgart auf.
Nach dem Abitur, das er am Stuttgarter Wirtschaftsgymnasium ablegte, studierte Zügel Wirtschaftswissenschaften in Tübingen und Mannheim. 1957 schloss er sein Studium in Mannheim als Diplomkaufmann ab. 1960 wurde er mit einer Arbeit über Die Bedeutung der stillen Reserven für den Jahresabschluss der Aktiengesellschaft: Grundsätzliche Überlegungen zu Bestrebungen der Reform aktienrechtlicher Bilanzierungsbestimmungen in Mannheim summa cum laude zum Dr. rer. pol. promoviert.
Zügel begann seine berufliche Laufbahn 1958 als Prüfer und betriebswirtschaftlicher Gutachter bei der Schitag Schwäbische Treuhand AG. Einer seiner Mandanten, die Spinnweberei Uhingen GmbH, berief ihn 1963 zum Geschäftsführer des von der damaligen Textilkrise betroffenen Unternehmens. Es konnte unter seiner Leitung bis 1965 erfolgreich saniert werden. Von 1966 bis 1969 war er Mitglied der Unternehmensleitung des Stuttgarter Kaufhauses Breuninger.

## Vorstand der Landesgirokasse Stuttgart
1969 wurde Zügel in den Vorstand der Städtischen Spar- und Girokasse Stuttgart berufen, ab 1972 war er deren Vorstandsvorsitzender. Nach der Fusion mit der Württembergischen Landessparkasse am 1. April 1975 übernahm er den Vorstandsvorsitz der neu entstandenen Landesgirokasse Stuttgart, den er bis zu seiner Pensionierung am 30. September 1996 innehatte.

## Sonstige Tätigkeiten, Auszeichnungen und Ehrenämter
Von 1985 bis 1998 war Zügel Vizepräsident der Industrie- und Handelskammer Stuttgart. Er war Vorstandsmitglied und ist Kuratoriumsmitglied der Theodor-Heuss-Stiftung. Ferner war er Gründungsmitglied und Vorstand der Bürgerstiftung Stuttgart, Mitbegründer und Kuratoriumsmitglied der Internationalen Bachakademie Stuttgart, Gründungsmitglied des Förderkreises Schiller-Nationalmuseum/Deutsches Literaturarchiv, Mitbegründer und Kuratoriumsvorsitzender der Internationalen Hugo-Wolf-Akademie, Kuratoriumsmitglied in der Akademie für gesprochenes Wort in Stuttgart, Vorsitzender des Förderkreises Württembergische Staatstheater sowie Kuratoriumsvorsitzender der Akademie Schloss Solitude. Auch die Heilbronn Business School und die Akademie für Information und Management Heilbronn-Franken wurde von Zügel mitbegründet. Als stellvertretender Vorsitzender des Unibunds Hohenheim und des Universitätsrats Ulm wirkte Zügel auch im wissenschaftlichen Bereich. 33 Jahre lang war Zügel Vorsitzender des Fördervereins der Wilhelma; heute ist er dessen Ehrenvorsitzender. 34 Jahre war er im Vorstand des Stuttgarter Galerievereins, davon acht Jahre als Vorsitzender.
Walther Zügel war Mitglied der CDU.
1995 wurde ihm die Verdienstmedaille des Landes Baden-Württemberg verliehen, 2009 erhielt er von Ministerpräsident Günther Oettinger den Ehrentitel Professor des Landes Baden-Württemberg. Weiterhin ist er Ehrendoktor (Dr. oec. h.c.) und Ehrensenator der Universität Hohenheim und der Universität Stuttgart. Er ist Träger des Großen Verdienstkreuzes des Verdienstordens der Bundesrepublik Deutschland und der Staufermedaille in Gold des Landes Baden-Württemberg.